# 我们不受欢迎，我们并不在乎
我们不受欢迎，我们并不在乎（No one likes us, we don't care）是一首足球吟唱，它起源于1970年代末，首先由英格兰足球俱乐部米尔沃尔足球俱乐部的球迷唱响。其曲调是罗德·斯图尔特的"(We Are) Sailing"。
1960年代末，球迷暴力与足球流氓行为在英格兰愈演愈烈；米尔沃尔的球迷中也开始发展起足球流氓会社。許多媒体指出米尔沃尔俱乐部的球迷中不少是足球流氓，而且有暴力行為。米尔沃尔的拥趸们因此创作了这首吟唱，回击媒体对他们和俱乐部的长期指責。此后，世界各地多支运动队/俱乐部的粉絲们都开始使用这首歌。2003/04赛季，米尔沃尔打入2004年足总杯决赛，米尔沃尔的球迷们让全世界都听到了这首足球吟唱。